# Johann Lange Sohn’s Wwe. & Co.
Die Johann Lange Sohn’s Wwe. & Co. war eine Reederei und ein Handelshaus von 1642, das in Bremen residierte.  

## Geschichte
Der Ratsherr Johann Lange gründete 1642 eine Reederei und das Handelshaus. Die Firma gilt als die älteste noch namentlich bekannte Firma in Bremen. Nach dem Tod von Lange bestand das Unternehmen, geführt von seiner Witwe, fort als Johann Lange Sohn’s Wwe. & Co. Die Firma hatte eigene Schiffe und war im Im- und Export tätig, mit Verbindungen nach Westeuropa, Westafrika und Nord- und Südamerika. In den ersten Jahrzehnten des 19. Jahrhunderts besaß sie bis zu zwölf Segelschiffe, die sie vercharterte oder die auf eigene Rechnung fuhren. Als Waren handelte sie mit Kaffee, Tabak und Wolle. Im 19. Jahrhundert waren angesehene Bremer Kaufleute wie der Konsul Johann Gerhard Oelrichs (seit um 1796), Albers, der Ältermann und spätere Senator Carl Friedrich Ludwig Hartlaub (1792–1874) und George Alexander Albrecht Teilhaber der Firma. George Albrecht, nach dem eine Straße in Bremen-Blumenthal benannt wurde, führte langjährig bis 1898 das Unternehmen.
Dem späteren Hamburger Reeder Theodor August Behn wurde 1838 von Oelrich und Hartlaub die Aufgabe eines Supercargo (Ladungsexperte) für das Segelschiff Heloise und zwei mitsegelnde Schiffe, der Dreimaster George Washington und die Brigg Wilhelm Ludwig, übertragen. Er lief 1839 Singapur an und übernahm einen Transport von Baumwolle nach China; ein für Behn und die Reederei sehr erfolgreiches Geschäft während des Ersten Opiumkrieges.
Nach dem Ersten Weltkrieg musste die Firma wieder neu aufgebaut werden. Es erfolgte eine Fusion mit der Firma J.W. Bastian & Söhne aus der Langenstraße. Der Bereich Schafswolle wurde als Johann Lange Sohn’s Wwe. & Co. Wollgeschäft nunmehr selbständig. Nach dem Zweiten Weltkrieg waren die Betriebsgebäude weitgehend zerstört. Das Unternehmen handelte nun mit Textilien und nannte sich Teha Textilhandel GmbH Bremen und hatte ab 1950 den Firmensitz in der Kohlhöker Straße Nr. 31 und seit den 1960er Jahren in der Rembertistraße Nr. 9, beide in Bremen-Mitte. Die Firma besteht nicht mehr. 
Hinweis: Nicht zu verwechseln mit der Werft Johann Lange Witwe Erben von Johann Lange (Schiffbauer).